# Scaphyglottis conferta
Scaphyglottis conferta är en orkidéart som först beskrevs av Hipólito Ruiz López och Pav., och fick sitt nu gällande namn av Eduard Friedrich Poeppig och Stephan Ladislaus Endlicher. Scaphyglottis conferta ingår i släktet Scaphyglottis och familjen orkidéer.
Artens utbredningsområde är Peru. Inga underarter finns listade i Catalogue of Life.